# Yatto
Yatto ou Yato est un village de la Région du Littoral au Cameroun, situé dans la commune de Dibombari.

## Géographie
Le village se trouve dans la plaine du Moungo sur la route nationale 3 à 19 km à l'ouest du chef-lieu communal Dibombari.

## Population et développement
En 2005, la population de Yatto était de 535 habitants dont 291 hommes et 244 femmes, essentiellement des Pongo.

## Économie
Depuis 2010, la localité accueille une importante station de traitement des eaux de la Camerounaise des eaux dont la première tranche est mise en service en 2010. Construite grâce à la coopération sino-camerounaise elle alimente la ville de Douala.